# Rubén Baraja
Rubén Baraja Vegas (Valladolid, 1975. július 11. –) spanyol válogatott labdarúgó, edző. 

## Pályafutása

### Klubcsapatokban
Szülővárosának csapatában a Real Valladolidnál nevelkedett, majd innen a tartalék csapatba került. 1993. szeptember 18-án mutatkozott be a felnőttek között rögtön góllal a Sevilla elleni bajnoki mérkőzésen. 1996-ban szerződtette az Atlético Madrid, de először csak a tartalékok között számítottak rá. 1998–1999-es szezonra felkerült az első keretbe és több alkalommal pályára is léphetett. Az 1999–2000-es idény végén csapata kiesett az élvonalból.
2000-ben a Valencia csapata szerződtette 12,5 millió dolláros, klubrekordot jelentő átigazolási összegért, amit Javier Farinós és Gerard López eladási összegéből fedeztek. Első szezonjában rögtön alapembere lett csapatának és a szezon végén a Bajnokok Ligája döntőjében is pályára lépett a német Bayern München ellen, de azt elvesztették. A 2001–2002-es szezonban megnyerték a bajnokságot és ez volt az ő első profi serlege. 17 bajnoki mérkőzésen lépett pályára és ezeken a találkozókon 7 gólt szerzett, ezzel a Valencia legeredményesebb játékosának bizonyult. A 2004-ben ismét bajnoki címet ünnepelhetett klubjával, valamint a francia Olympique de Marseille ellen megnyerték az UEFA-kupát is.
A 2006–2007-es szezontól fogva többször is megsérült, majd 2010 májusában bejelentette, hogy az idény végén lejáró szerződése után visszavonul. Május 16-án lépett utoljára pályára a Tenerife elleni bajnoki mérkőzésen, ahol a 89. percben cserélték le és hatalmas tapsviharral fejezték ki tiszteletüket Baraja felé.

### A válogatottban
2000. október 7-én mutatkozott be a spanyol labdarúgó-válogatottban az Izrael elleni 2002-es labdarúgó-világbajnokság-selejtező mérkőzésen. Tagja volt a 2002-es labdarúgó-világbajnokságon és a 2004-es labdarúgó-Európa-bajnokságon részt vevő válogatottnak.

### Edzőként
2011 júniusában visszatért az Atlético Madridhoz, ahol az újonnan kinevezett Gregorio Manzano edzői stábjában kapott helyett. 2013 és 2015 között a Valencia ifjúsági csapatainál volt edző, valamint egy alkalommal a B csapat kispadján is irányított. 2015. július 12-én a spanyol másodosztályban szereplő Elche edzője lett, ez volt az első vezetőedzői munkája. 2016. június 6-án lemondott posztjáról, miután nem értett egyet a vezetőség új feltételeivel. 2016. november 8-án a Rayo Vallecano kispadjára nevezték ki. 13 mérkőzést követően mindössze 3 győzelmet szereztek ezért a következő év február 20-án menesztették, a kieső helytől egy ponttal voltak ekkor. December 12-én a Sporting Gijón edzője lett. A Barcelona B elleni bajnoki mérkőzt követően 4 mérkőzéses eltiltást kapott, valamint 3005 eurós pénzbírságot, mert a találkozó 80. percében előbb a kigurult labdáért siető Sergi Palencia után nyúlt, majd pedig lábbal kibuktatta. 2018. november 18-án elbocsájtották, miután a Real Oviedo ellen elvesztették az asztúriai derbit. 2019 decemberében a Tenerife vezetőedzője lett és sikerült elkerülniük a kiesést, de 2020. július 20-án mégis távozott.  Augusztus 20-án a Real Zaragoza trénere lett, miután ő váltotta Víctor Fernándezt a kispadon. November 9-én kirúgták rossz teljesítmény miatt, a klub ekkor a 18. helyen volt a bajnokságban. 2023. február 14-én visszatért korábbi klubjához, a Valencia csapatához, de mint vezetőedző. Hat nappal később a Getafe ellen 1–0-ra elvesztett bajnoki találkozón mutatkozott be a kispadon. A 18. helyen volt a klub a bajnokságban, amikor átvette a csapatot, majd a szezont a 16. helyen fejezték be. Június 15-én 2025. június 30-ig hosszabbított a klubbal, azonban a csapat gyenge teljesítménye miatt 2024. december 23-án menesztették.

## Statisztika

### Klub
| Klub                 | Szezon    | Bajnokság          | Bajnokság | Bajnokság | Kupa  | Kupa  | Nemzetközi | Nemzetközi | Egyéb | Egyéb | Összesen | Összesen |
| Klub                 | Szezon    | Osztály            | Mérk.     | Gólok     | Mérk. | Gólok | Mérk.      | Gólok      | Mérk. | Gólok | Mérk.    | Gólok    |
| -------------------- | --------- | ------------------ | --------- | --------- | ----- | ----- | ---------- | ---------- | ----- | ----- | -------- | -------- |
| Real Valladolid B    | 1993–94   | Segunda División B | 20        | 8         | —     | —     | —          | —          | —     | —     | 20       | 8        |
| Real Valladolid B    | 1994–95   | Segunda División B | 26        | 3         | —     | —     | —          | —          | —     | —     | 26       | 3        |
| Real Valladolid B    | Összesen  | Összesen           | 46        | 11        | —     | —     | —          | —          | —     | —     | 46       | 11       |
| Real Valladolid      | 1993–94   | La Liga            | 5         | 1         | —     | —     | —          | —          | —     | —     | 5        | 1        |
| Real Valladolid      | 1994–95   | La Liga            | 9         | 0         | —     | —     | —          | —          | —     | —     | 9        | 0        |
| Real Valladolid      | 1995–96   | La Liga            | 27        | 1         | —     | —     | —          | —          | —     | —     | 27       | 1        |
| Real Valladolid      | Összesen  | Összesen           | 41        | 2         | —     | —     | —          | —          | —     | —     | 41       | 2        |
| Atlético de Madrid B | 1996–97   | Segunda División   | 22        | 1         | —     | —     | —          | —          | —     | —     | 22       | 1        |
| Atlético de Madrid B | 1997–98   | Segunda División   | 32        | 8         | —     | —     | —          | —          | —     | —     | 32       | 8        |
| Atlético de Madrid B | 1998–99   | Segunda División   | 25        | 11        | —     | —     | —          | —          | —     | —     | 25       | 11       |
| Atlético de Madrid B | Összesen  | Összesen           | 79        | 20        | —     | —     | —          | —          | —     | —     | 79       | 20       |
| Atlético de Madrid   | 1998–99   | La Liga            | 8         | 1         | 4     | 0     | 2          | 0          | —     | —     | 14       | 1        |
| Atlético de Madrid   | 1999–2000 | La Liga            | 26        | 3         | 5     | 2     | 6          | 2          | —     | —     | 37       | 7        |
| Atlético de Madrid   | Összesen  | Összesen           | 34        | 4         | 9     | 2     | 8          | 2          | —     | —     | 51       | 8        |
| Valencia             | 2000–01   | La Liga            | 35        | 4         | 2     | 1     | 15         | 2          | —     | —     | 52       | 7        |
| Valencia             | 2001–02   | La Liga            | 17        | 7         | —     | —     | 1          | 0          | —     | —     | 18       | 7        |
| Valencia             | 2002–03   | La Liga            | 35        | 5         | 1     | 0     | 12         | 4          | 2     | 0     | 50       | 9        |
| Valencia             | 2003–04   | La Liga            | 35        | 8         | 6     | 2     | 11         | 2          | —     | —     | 52       | 12       |
| Valencia             | 2004–05   | La Liga            | 25        | 7         | 2     | 0     | 8          | 1          | 3     | 1     | 38       | 9        |
| Valencia             | 2005–06   | La Liga            | 31        | 4         | 2     | 0     | 1          | 0          | —     | —     | 34       | 4        |
| Valencia             | 2006–07   | La Liga            | 14        | 1         | 1     | 0     | 3          | 0          | —     | —     | 18       | 1        |
| Valencia             | 2007–08   | La Liga            | 25        | 2         | 8     | 1     | 3          | 0          | —     | —     | 36       | 3        |
| Valencia             | 2008–09   | La Liga            | 28        | 3         | 4     | 1     | 4          | 1          | 2     | 0     | 38       | 5        |
| Valencia             | 2009–10   | La Liga            | 18        | 0         | 2     | 0     | 8          | 0          | —     | —     | 28       | 0        |
| Valencia             | Összesen  | Összesen           | 263       | 41        | 28    | 5     | 66         | 10         | 7     | 1     | 364      | 57       |
| Összesen             | Összesen  | Összesen           | 463       | 78        | 37    | 7     | 74         | 12         | 7     | 1     | 581      | 98       |

1. ↑  Magába foglalja: UEFA-bajnokok ligája, Európa-liga, UEFA-kupa és Intertotó-kupa.
2. ↑  Magába foglalja: Spanyol labdarúgó-szuperkupa és UEFA-szuperkupa.

### Válogatott
| Spanyolország | Spanyolország   | Spanyolország |
| Év            | Pályára lépések | Gól           |
| ------------- | --------------- | ------------- |
| 2000          | 3               | 1             |
| 2001          | 5               | 1             |
| 2002          | 10              | 3             |
| 2003          | 10              | 0             |
| 2004          | 12              | 2             |
| 2005          | 3               | 0             |
| Összesen      | 43              | 7             |

### Góljai a válogatottban
| #  | Dátum             | Helyszín                                 | Ellenfél       | Gól | Eredmény | Verseny                            |
| -- | ----------------- | ---------------------------------------- | -------------- | --- | -------- | ---------------------------------- |
| 1. | 2000. október 11. | Ernst Happel Stadion, Bécs, Ausztria     | Ausztria       | 1–1 | 1–1      | 2002-es világbajnokság-selejtező   |
| 2. | 2001. április 25. | Nuevo Arcángel, Córdoba, Spanyolország   | Japán          | 1–0 | 1–0      | Barátságos mérkőzés                |
| 3. | 2002. április 17. | Windsor Park, Belfast, Észak-Írország    | Észak-Írország | 0–2 | 0–5      | Barátságos mérkőzés                |
| 4. | 2002. október 12. | Carlos Belmonte, Albacete, Spanyolország | Észak-Írország | 1–0 | 3–0      | 2004-es Európa-bajnokság selejtező |
| 5. | 2002. október 12. | Carlos Belmonte, Albacete, Spanyolország | Észak-Írország | 3–0 | 3–0      | 2004-es Európa-bajnokság selejtező |
| 6. | 2004. február 18. | Lluís Companys, Barcelona, Spanyolország | Peru           | 2–1 | 2–1      | Barátságos mérkőzés                |
| 7. | 2004. június 5.   | Alfonso Pérez, Getafe, Spanyolország     | Andorra        | 2–0 | 4–0      | Barátságos mérkőzés                |

### Vezetőedzői
| Csapat                 | Nemzet        | –tól                | –ig                | Mérleg | Mérleg | Mérleg | Mérleg     | Mérleg | Mérleg | Mérleg | Mérleg | Mérleg |
| M                      | GY            | D                   | V                  | RG     | KG     | +/-    | Győzelem % | Forrás |        |        |        |        |
| ---------------------- | ------------- | ------------------- | ------------------ | ------ | ------ | ------ | ---------- | ------ | ------ | ------ | ------ | ------ |
| Valencia B (megbízott) | Spanyolország | 2013. december 15.  | 2013. december 22. | 1      | 1      | 0      | 0          | 2      | 1      | +1     | 100    | [ 35 ] |
| Elche                  | Spanyolország | 2015. július 12.    | 2016. június 6.    | 43     | 13     | 19     | 11         | 43     | 49     | –6     | 30.23  | [ 36 ] |
| Rayo Vallecano         | Spanyolország | 2016. november 8.   | 2017. február 20.  | 13     | 3      | 4      | 6          | 12     | 14     | –2     | 23.08  | [ 37 ] |
| Sporting Gijón         | Spanyolország | 2017. december 12.  | 2018. november 18. | 43     | 20     | 9      | 14         | 59     | 42     | +17    | 46.51  | [ 38 ] |
| Tenerife               | Spanyolország | 2019. december 2.   | 2020. július 20.   | 28     | 12     | 9      | 7          | 38     | 27     | +11    | 42.86  | [ 39 ] |
| Zaragoza               | Spanyolország | 2020. augusztus 20. | 2020. november 9.  | 10     | 2      | 4      | 4          | 9      | 9      | 0      | 20     | [ 40 ] |
| Valencia               | Spanyolország | 2023. február 14.   | 2024. december 23. | 78     | 26     | 20     | 32         | 82     | 95     | –13    | 33.33  | [ 41 ] |
| Összesen               | Összesen      | Összesen            | Összesen           | 216    | 77     | 65     | 74         | 245    | 237    | +8     | 35.65  | —      |

## Sikerei, díjai

### Klub
- Valencia
  - Primera División bajnok: 2001–02, 2003–04
  - Spanyol labdarúgókupa győztes: 2007–08
  - UEFA-kupa győztes: 2003–04
  - UEFA-szuperkupa győztes: 2004

### Egyéni
- ESM – Az Év csapatának tagja: 2011–02
- Az Év csapatának tagja Spanyolországban: 2002, 2003, 2004
- A FIFA Világválogatott tagja: 2002